# Шливовик (община Бела паланка)
Вижте пояснителната страница за други значения на Шливовик.
Шливовик (на сръбски: Шљивовик) е село в Сърбия, община Бела паланка. В 2002 година селото има 263 жители.

## Георгафия
Шливовик е разположено на юг от Бела паланка, в северните склонове на Сува планина.

## История
В регистър на войнушките бащини от 1606 година се споменават три бащини от Исливовик, каза Шехиркьой – на Пенчо Радослав, на Борчо Димитри и на Тошко Йовин.
През 1879 година Шливовик е част от Лужнишкия срез на Пиротски окръг и има 93 домакинства.
През 1916 година, по време на българското управление на Моравско, Силовик е част от Беловодска община на Бабушнишка околия и има 674 жители.
От 1947 година селото е част от Белопаланска община.

## Население
- 1948 – 1122 жители.
- 1953 – 1155 жители.
- 1961 – 1009 жители.
- 1971 – 818 жители.
- 1981 – 552 жители.
- 1991 – 391 жители.
- 2002 – 263 жители.

Според преброяването от 2002 година Шливовик има 126 домакиства. 260 жители на селото са сърби (98,85%).